# Alberta centrale

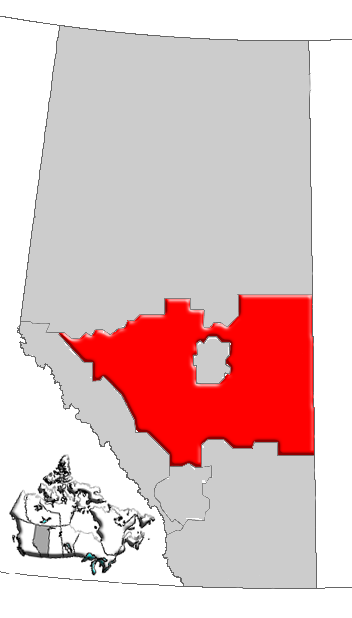
Alberta centrale (in rosso)

L'Alberta centrale è una regione geografica del Canada, situata nella provincia dell'Alberta.
L'Alberta centrale è l'area rurale più densamente popolata della provincia. L'agricoltura e l'energia costituiscono una parte importante dell'economia locale. 

## Geografia
Il confine occidentale della regione è rappresentato dalle Montagne Rocciose Canadesi, mentre a sud l'Alberta centrale confina con l'Alberta meridionale e con la regione di Calgary, a est con il Saskatchewan e a nord con l'Alberta settentrionale. 
All'interno dell'Alberta centrale è collocata la regione di Edmonton Capitale, mentre la stessa Alberta centrale è attraversata dal Corridoio Calgary-Edmonton.
Il fiume North Saskatchewan attraversa la regione da ovest a est. Altri fiume che attraversano la regione sono il Red Deer, il Battle, l'Athabasca, il Pembina, il Brazeau e il Beaver.
La regione si estende attraverso diverse divisioni censuarie: 7, 8, 9, 10, 14 e parte delle divisioni 11, 12 e 13.

## Città principali
- Camrose
- Cold Lake
- Lacombe
- Lloydminster
- Red Deer
- Wetaskiwin